# کاندیل

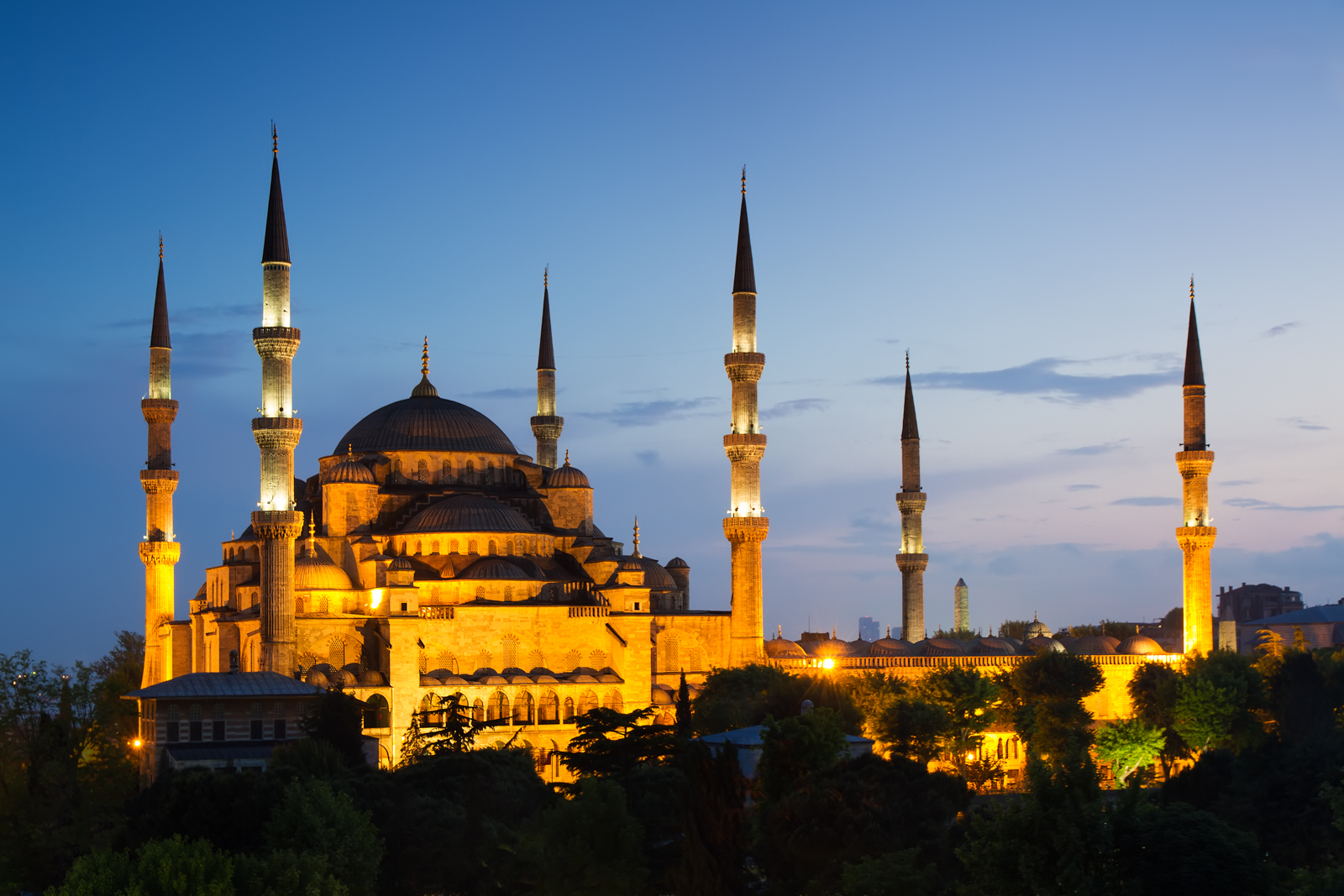
مسجد آبی در استانبول

کاندیل به پنج شب مقدس اسلامی مربوط به زندگی محمد اشاره دارد که در ترکیه و جوامع مسلمانان بالکان جشن گرفته می‌شود، هنگامی که مناره‌ها روشن می‌شوند و نمازهای ویژه ای انجام می‌شود ، سنتی که مربوط به سلطان عثمانی سلیم دوم در قرن شانزدهم است، که با حمایت از شیخ الاسلام زمان، فکر می‌کرد که مناسب است که مناره‌های این مساجد را برای این مناسبت‌های مبارک روشن کند. نام «کاندیل» از واژهٔ عربی قندیل به معنی لوستر یا شمع گرفته شده‌است. شب‌های کاندیل نسبت به جشن‌های بایرام اهمیت کمتری دارند.

## پنج شب کاندیل
- Mevlid Kandili - میلاد پیامبر
- Regaip Kandili - لیلة الرغائب
- Miraç Kandili - معراج
- Berat Kandili - نیمه شعبان، شب برات
- Kadir Gecesi - شب قدر